# Bredene Koksijde Classic 2021
La Bredene Koksijde Classic 2021 ou Bredene Coxyde Classic 2021, est la 10e édition de cette course cycliste masculine sur route, auparavant appelée Handzame Classic. Elle a lieu le 19 mars 2021 dans la province de Flandre-Occidentale, en Belgique, entre Bredene et Coxyde. Elle fait partie du calendrier UCI ProSeries 2021 en catégorie 1.Pro.

## Présentation

### Équipes
Vingt-cinq équipes participent à cette Bredene Koksijde Classic - douze WorldTeams, dix ProTeams et trois équipes continentales :
| WorldTeams (12)- Bora-Hansgrohe - Ineos Grenadiers - Lotto Soudal - Deceuninck-Quick Step - Qhubeka Assos - Cofidis - Israel Start-Up Nation - Trek-Segafredo - UAE Team Emirates - Team DSM - Groupama-FDJ - Intermarché-Wanty-Gobert Matériaux ProTeams (10)- Alpecin-Fenix - Arkéa-Samsic - Delko - Total Direct Énergie - Bardiani CSF Faizanè - Sport Vlaanderen-Baloise - B&B Hotels p/b KTM - Bingoal-WB - Uno-X Pro Cycling Team - Vini Zabù Équipes continentales (3)- Xelliss-Roubaix Lille Métropole - BEAT Cycling - Tarteletto-Isorex |
| |

## Classements

### Classement final
| \| Classement général \| Classement général \| Classement général \| Classement général \| Classement général \| \| Coureur \| Coureur \| Pays \| Équipe \| Temps \| \| ------------------ \| --------------------- \| ------------------ \| ---------------------- \| ------------------ \| \| 1er \| Tim Merlier \| Belgique \| Alpecin-Fenix \| 4 h 12 min 43 s \| \| 2e \| Mads Pedersen \| Danemark \| Trek-Segafredo \| + 0 s \| \| 3e \| Florian Sénéchal \| France \| Deceuninck-Quick Step \| + 0 s \| \| 4e \| Tom Van Asbroeck \| Belgique \| Israel Start-Up Nation \| + 0 s \| \| 5e \| Eduard-Michael Grosu \| Roumanie \| Delko \| + 0 s \| \| 6e \| Stanisław Aniołkowski \| Pologne \| Bingoal-WB \| + 0 s \| \| 7e \| Max Walscheid \| Allemagne \| Qhubeka Assos \| + 0 s \| \| 8e \| Bram Welten \| Pays-Bas \| Arkéa-Samsic \| + 0 s \| \| 9e \| Nils Politt \| Allemagne \| Bora-Hansgrohe \| + 0 s \| \| 10e \| Cyril Lemoine \| France \| B&B Hotels p/b KTM \| + 0 s \| |                       |           |                        |                 |
| |                       |           |                        |                 |
| Source : ProCyclingStats |                       |           |                        |                 |
| Classement général |                       |           |                        |                 |
| Coureur | Coureur               | Pays      | Équipe                 | Temps           |
| 1er | Tim Merlier           | Belgique  | Alpecin-Fenix          | 4 h 12 min 43 s |
| 2e | Mads Pedersen         | Danemark  | Trek-Segafredo         | + 0 s           |
| 3e | Florian Sénéchal      | France    | Deceuninck-Quick Step  | + 0 s           |
| 4e | Tom Van Asbroeck      | Belgique  | Israel Start-Up Nation | + 0 s           |
| 5e | Eduard-Michael Grosu  | Roumanie  | Delko                  | + 0 s           |
| 6e | Stanisław Aniołkowski | Pologne   | Bingoal-WB             | + 0 s           |
| 7e | Max Walscheid         | Allemagne | Qhubeka Assos          | + 0 s           |
| 8e | Bram Welten           | Pays-Bas  | Arkéa-Samsic           | + 0 s           |
| 9e | Nils Politt           | Allemagne | Bora-Hansgrohe         | + 0 s           |
| 10e | Cyril Lemoine         | France    | B&B Hotels p/b KTM     | + 0 s           |

### Classement UCI
La course attribue des points au Classement mondial UCI 2021 selon le barème suivant.
| Position           | 1er | 2e  | 3e  | 4e  | 5e | 6e | 7e | 8e | 9e | 10e | 11e | 12e | 13e | 14e | 15e | 16e à 30e | 31e à 40e |
| Classement général | 200 | 150 | 125 | 100 | 85 | 70 | 60 | 50 | 40 | 35  | 30  | 25  | 20  | 15  | 10  | 5         | 3         |